# Trasporti in Ghana

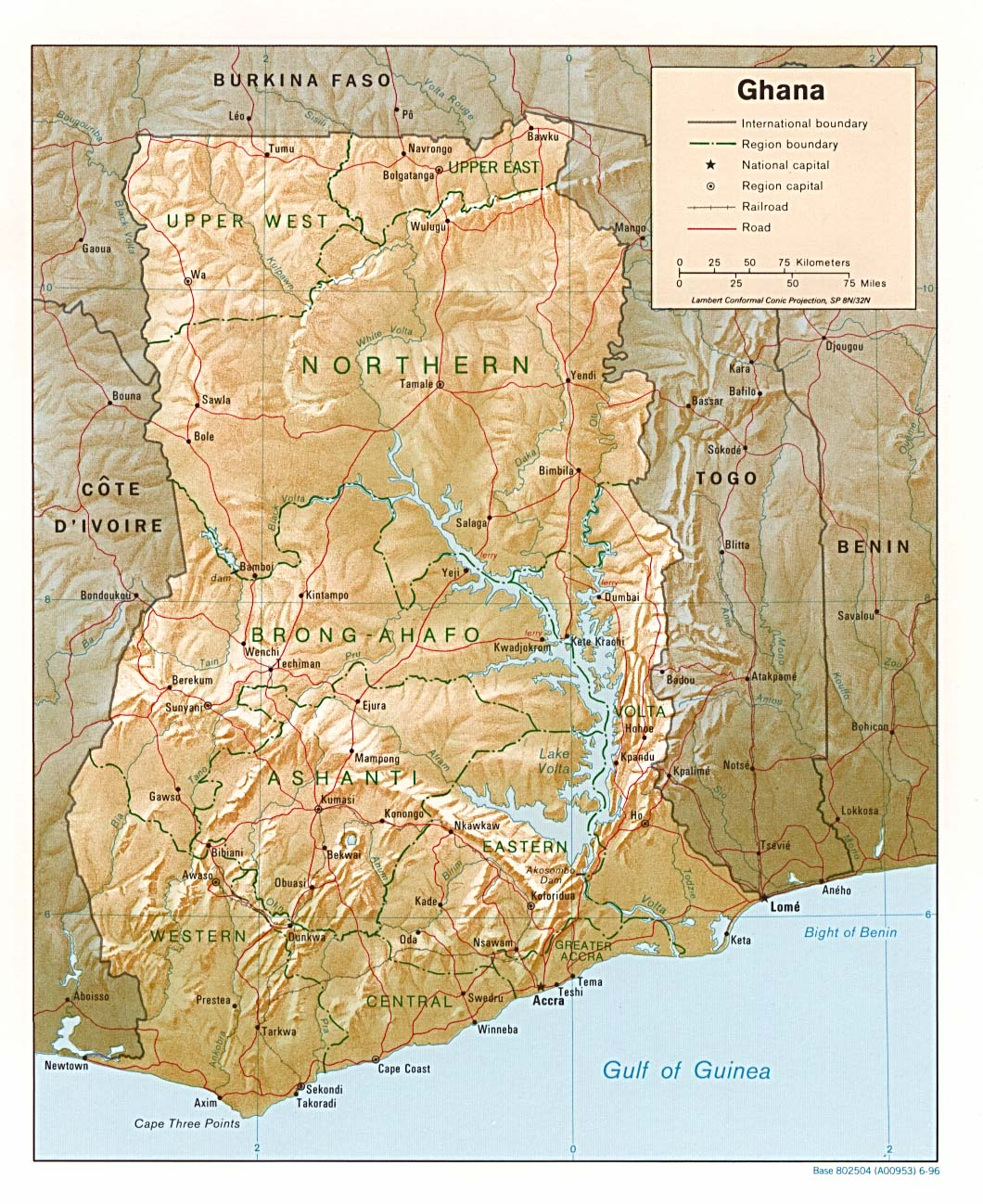
Ghana: carta geopolitica con rete stradale e ferroviaria

Questa voce raccoglie le principali tipologie di Trasporti in Ghana.

## Trasporti su rotaia

### Rete ferroviaria
In totale: 953 km di linee ferroviarie, in fase di espansione o di ripristino (dati 1997).
- scartamento ridotto (1067 mm): 953 km, di cui 32 a doppio binario
- Gestore nazionale: Ghana Railways & Ports (GRP)
- Collegamento a reti estere contigue
  - assente
    - con cambio di scartamento 1067/1000 mm: Burkina Faso, Costa d'Avorio e Togo.
- Città servite da treni:
  - Accra, Awasa, Betkwa, Dunkwa, Kumasi, Kongon, Koloridue, Nkawkaw, Nsawani, Obuasi, Sekondi, Takoradi e Tarkwa.

### Reti metropolitane
Tale nazione non dispone di sistemi di metropolitana.

### Reti tranviarie
Anche il servizio tranviario è assente.

## Trasporti su strada

### Rete stradale
Strade pubbliche: in totale 39.409 km (dati 1997)
- asfaltate: 11.653 km, 30 dei quali appartenenti a superstrade
- bianche: 27.756 km.

### Reti filoviarie
Attualmente in Ghana non esistono filobus. 

### Autolinee
Nella capitale, Accra, ed in poche altre zone abitate del Ghana, operano aziende pubbliche e private che gestiscono i trasporti urbani, suburbani ed interurbani esercitati con autobus.

## Idrovie
La nazione dispone di 168 km acque fluviali navigabili, appartenenti ai fiumi
Ankobra, Tano e Volta e di ben 1.125 km di acque lacustri afferenti al Lago Volta.

### Porti e scali

#### Sull'Oceano Atlantico
- Takoradi
- Tema

## Trasporti aerei

### Aeroporti
In totale: 12 (dati 1999)
a) con piste di rullaggio pavimentate: 6
- oltre 3047 m: 0
- da 2438 a 3047 m: 1
- da 1524 a 2437 m: 3
- da 914 a 1523 m: 2
- sotto 914 m: 0

b) con piste di rullaggio non pavimentate: 6
- oltre 3047 m: 0
- da 2438 a 3047 m: 0
- da 1524 a 2437 m: 1
- da 914 a 1523 m: 3
- sotto 914 m: 2.